# Kombinacijski okvir
Kombinacijski okvir (eng. Combination Box, Combo box) je element grafičkog korisničkog sučelja. Namjena mu je korisniku omogućiti birati između različitih mogućnosti zadanih već prije. Ponekad umjesto njega moće poslužiti radijski gumb no ako je potreba ponuditi korisniku više od jedne mogućnosti, poželjnije je izabrati kombinacijski okvir. Vrlo mu je sličan popisni okvir (eng. List Box). Isprogramiran je u suvremeni objektno usmjerenim programskim jezicima kao što su Java, .NET i Microsoft Visual Basic. Kombinacijski okvir nije krut s unošenjem, tj. korisnik može unijeti prije zadanu mogućnost ili upisati njihovu vlastitu informaciju u obrazac.
Ponekad programeri naizmjence koriste osobine kombinacijskog okvira s padajućim popisom pa ovdje je bolje služiti se nazivom "padajući popis koji se ne može uređivati" (“non-editable drop-down box”) radi objašnjavanja čisto padajućeg okvira koji nije kombinacijski okvir niti ono što korisnik može sâm upisati. Zbog svega ovog potrebno je programiranje.
Ni u Javi ni u .NET-u, kombinacijski okvir nije istoznačnica za padajući popis (eng. drop-down list).

## Vanjske poveznice
- IT and communication by Jukka "Yucca" Korpela Combo boxes in forms on Web pages (eng.) - Programiranje kombinacijskog okvira